# Orkla (elv)
 For alternative betydninger, se Orkla. (Se også artikler, som begynder med Orkla)
Orkla er en elv i Trøndelag fylke i Norge. Den kommer fra Orkelsøen på Dovre , løber først mod øst, så til nordvest igennem kommunerne Tynset, Rennebu, Meldal og Orkland og løber ud ved Orkanger i Orkedalsfjorden, en lille gren af Trondheimsfjorden. Elven er omkring 150 kilometer lang og har et afvandingsområde omfattende omkring 3.050 kvadratkilometer. Orkla har en række betydelige bifloder og danner flere vandfald, blandt hvilke Sundsetfosserne , Tosetfoss og Storfoss er vigtigste.
Omkring 100 kilometer fra Trondheim krydser den Dovrebanen på et sted, hvor den styrter ned mellem trange, stejle bjergvægge.
Elven er udbygget med fem kraftværker, som blev bygget mellem 1978 og 1985. Orkla er populær for sit laksefiskeri.